# Dubaï World Cup
Groupe I
La Dubaï World Cup (Coupe du monde de Dubaï) est une course hippique de galop qui se dispute sur l'hippodrome de Meydan à Dubaï, le dernier samedi du mois de mars. Elle était courue sur l'hippodrome de Nad el Sheba jusqu'à la désaffectation de ce dernier après la World Cup 2009.
C'est une course de groupe I réservée aux pur-sang de 4 ans et plus (hémisphère nord) et 3 ans et plus (hémisphère sud). Elle se court sur 2 000 mètres, sur la piste en dirt (mélange de sable, de limon et d'argile).
Son allocation de $ 10 000 000 en a fait la course de plat la mieux dotée au monde, jusqu'à la création de la Pegasus World Cup aux États-Unis et ses 12 puis 16 millions de dollars. En 2019, l'allocation est portée à $ 12 000 000.

## Palmarès
| Année                             | Cheval                                                   | S/A                                                      | Pays                                                     | Père                                                     | Jockey                                                   | Entraîneur                                               | Propriétaire                                             | Deuxième                                                 | Troisième                                                | Temps                                                    |
| --------------------------------- | -------------------------------------------------------- | -------------------------------------------------------- | -------------------------------------------------------- | -------------------------------------------------------- | -------------------------------------------------------- | -------------------------------------------------------- | -------------------------------------------------------- | -------------------------------------------------------- | -------------------------------------------------------- | -------------------------------------------------------- |
| 2025                              | Hit Show                                                 | M.5                                                      | États-Unis                                               | Candy Ride                                               | Florent Géroux                                           | Brad Cox                                                 | Wathnan Racing                                           | Mixto                                                    | Forever Young                                            | 2'03"50                                                  |
| 2024                              | Laurel River                                             | M.6                                                      | États-Unis                                               | Into Mischief                                            | Tadhg O'Shea                                             | Bhupat Seemar                                            | Juddmonte Farms                                          | Ushba Tesoro                                             | Señor Buscador                                           | 2'02"31                                                  |
| 2023                              | Ushba Tesoro                                             | M.6                                                      | Japon                                                    | Orfevre                                                  | Yuga Kawada                                              | Noboru Takagi                                            | Kenji Ryotokuji                                          | Algiers                                                  | Emblem Road                                              | 2'03"25                                                  |
| 2022                              | Country Grammer                                          | M.5                                                      | États-Unis                                               | Tonalist                                                 | Frankie Dettori                                          | Bob Baffert                                              | Zedan Racing, WinStar & Co.                              | Hot Rod Charlie                                          | Chuwa Wizard                                             | 2'04"97                                                  |
| 2021                              | Mystic Guide                                             | M.4                                                      | États-Unis                                               | Ghostzapper                                              | Luis Saez                                                | Michael Stidham                                          | Écurie Godolphin                                         | Chuwa Wizard                                             | Magny Cours                                              | 2'01"61                                                  |
| 2020                              | Course non disputée en raison de la pandémie de Covid-19 | Course non disputée en raison de la pandémie de Covid-19 | Course non disputée en raison de la pandémie de Covid-19 | Course non disputée en raison de la pandémie de Covid-19 | Course non disputée en raison de la pandémie de Covid-19 | Course non disputée en raison de la pandémie de Covid-19 | Course non disputée en raison de la pandémie de Covid-19 | Course non disputée en raison de la pandémie de Covid-19 | Course non disputée en raison de la pandémie de Covid-19 | Course non disputée en raison de la pandémie de Covid-19 |
| 2019                              | Thunder Snow                                             | M.5                                                      | Royaume-Uni                                              | Helmet                                                   | Christophe Soumillon                                     | Saeed bin Suroor                                         | Écurie Godolphin                                         | Gonkowski                                                | Gunnevera                                                | 2'03"87                                                  |
| 2018                              | Thunder Snow                                             | M.4                                                      | Royaume-Uni                                              | Helmet                                                   | Christophe Soumillon                                     | Saeed bin Suroor                                         | Écurie Godolphin                                         | West Coast                                               | Mubtaahij                                                | 2'01"38                                                  |
| 2017                              | Arrogate                                                 | M.4                                                      | États-Unis                                               | Unbridled's Song                                         | Mike E. Smith                                            | Bob Baffert                                              | Khalid Abdullah                                          | Gun Runner                                               | Neolithic                                                | 2'02"15                                                  |
| 2016                              | California Chrome                                        | M.5                                                      | États-Unis                                               | Lucky Pulpit                                             | Victor Espinoza                                          | Art Sherman                                              | Steve Coburn & Perry Martin                              | Mubtaahij                                                | Hoppertunity                                             | 2'01"83                                                  |
| 2015                              | Prince Bishop                                            | H.8                                                      | France                                                   | Dubawi                                                   | William Buick                                            | Saeed bin Suroor                                         | H. bin M. Al Maktoum                                     | California Chrome                                        | Lea                                                      | 2'03"32                                                  |
| 2014                              | African Story                                            | H.7                                                      | France                                                   | Pivotal                                                  | Silvestre de Sousa                                       | Saeed bin Suroor                                         | Écurie Godolphin                                         | Mukhadram                                                | Cat O'Mountain                                           | 2'01"61                                                  |
| 2013                              | Animal Kingdom                                           | M.5                                                      | États-Unis                                               | Leroidesanimaux                                          | Joel Rosario                                             | H.Graham Motion                                          | Arrowfield Stud & Team Valor                             | Red Cadeaux                                              | Planteur                                                 | 2'03"21                                                  |
| 2012                              | Monterosso                                               | M.5                                                      | Royaume-Uni                                              | Dubawi                                                   | Mickaël Barzalona                                        | Mahmoud Al Zarooni                                       | Écurie Godolphin                                         | Capponi                                                  | Planteur                                                 | 2'02"67                                                  |
| 2011                              | Victoire Pisa                                            | M.4                                                      | Japon                                                    | Neo Universe                                             | Mirco Demuro                                             | Katsuhiko Sumii                                          | Yoshimi Ichikawa                                         | Transcend                                                | Monterosso                                               | 2'05"94                                                  |
| 2010                              | Gloria de Campeão                                        | M.7                                                      | Brésil                                                   | Impression                                               | T.-J. Pereira                                            | Pascal Bary                                              | Estrela Energia Stables                                  | Lizard's Desire                                          | Allybar                                                  | 2'03"83                                                  |
| Éditions disputées à Nad al Sheba |                                                          |                                                          |                                                          |                                                          |                                                          |                                                          |                                                          |                                                          |                                                          |                                                          |
| 2009                              | Well Armed                                               | H.6                                                      | États-Unis                                               | Tiznow                                                   | Aaron Gryder                                             | Eoin Harty                                               | Winstar Farms Llc                                        | Gloria de Campeão                                        | Paris Perfect                                            | 2'01"01                                                  |
| 2008                              | Curlin                                                   | M.4                                                      | États-Unis                                               | Smart Strike                                             | Robby Albarado                                           | Steve Asmussen                                           | Stonestreet Stables                                      | Asiatic Boy                                              | Well Armed                                               | 2'00"15                                                  |
| 2007                              | Invasor                                                  | M.5                                                      | Argentine                                                | Candy Stripes                                            | Fernando Jara                                            | Kiaran McLaughlin                                        | Shadwell Stable                                          | Premium Tap                                              | Bullish Luck                                             | 1'59"97                                                  |
| 2006                              | Electrocutionist                                         | M.5                                                      | Royaume-Uni                                              | Red Ransom                                               | Frankie Dettori                                          | Saeed bin Suroor                                         | Ecurie Godolphin                                         | Brass Hat                                                | Wilko                                                    | 2'01"32                                                  |
| 2005                              | Roses in May                                             | M.5                                                      | États-Unis                                               | Devil His Due                                            | John Velazquez                                           | Dale Romans                                              | K & S Ramsey                                             | Dynever                                                  | Choctaw Nation                                           | 2'02"17                                                  |
| 2004                              | Pleasantly Perfect                                       | M.6                                                      | États-Unis                                               | Pleasant Colony                                          | Alex Solis                                               | Richard Mandella                                         | Diamond A Racing Corp.                                   | Medaglia d'Oro                                           | Victory Moon                                             | 2'00"24                                                  |
| 2003                              | Moon Ballad                                              | M.4                                                      | Royaume-Uni                                              | Singspiel                                                | Frankie Dettori                                          | Saeed bin Suroor                                         | Ecurie Godolphin                                         | Harlan's Holiday                                         | Nayef                                                    | 2'00"48                                                  |
| 2002                              | Street Cry                                               | M.4                                                      | États-Unis                                               | Machiavellian                                            | Jerry Bailey                                             | Saeed bin Suroor                                         | Ecurie Godolphin                                         | Sei Mi                                                   | Sakhee                                                   | 2'01"18                                                  |
| 2001                              | Captain Steve                                            | M.4                                                      | États-Unis                                               | Fly So Free                                              | Jerry Bailey                                             | Bob Baffert                                              | Mike Pegram                                              | To The Victory                                           | Hightori                                                 | 2'00"40                                                  |
| 2000                              | Dubai Millennium                                         | M.4                                                      | Royaume-Uni                                              | Seeking the Gold                                         | Frankie Dettori                                          | Saeed bin Suroor                                         | Ecurie Godolphin                                         | Behrens                                                  | Public Purse                                             | 1'59"50                                                  |
| 1999                              | Almutawakel                                              | M.4                                                      | Royaume-Uni                                              | Machiavellian                                            | Richard Hills                                            | Saeed bin Suroor                                         | Hamdan Al Maktoum                                        | Malek                                                    | Victory Gallop                                           | 2'00"65                                                  |
| 1998                              | Silver Charm                                             | M.4                                                      | États-Unis                                               | Silver Buck                                              | Gary Stevens                                             | Bob Baffert                                              | Bob & Beverly Lewis                                      | Swain                                                    | Loup Sauvage                                             | 2'04"29                                                  |
| 1997                              | Singspiel                                                | M.5                                                      | Royaume-Uni                                              | In The Wings                                             | Jerry Bailey                                             | Michael Stoute                                           | Cheikh Mohammed                                          | Siphon                                                   | Sandpit                                                  | 2'01"91                                                  |
| 1996                              | Cigar                                                    | M.6                                                      | États-Unis                                               | Palace Music                                             | Jerry Bailey                                             | Bill Mott                                                | Allen E. Paulson                                         | Soul of The Matter                                       | L'Carriere                                               | 2'03"84                                                  |